# Résidence secondaire en France
Pour un article plus général, voir Résidence secondaire.

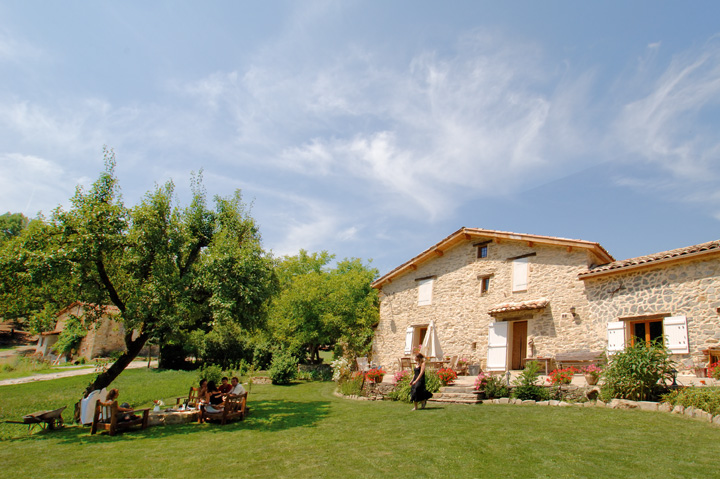
Résidence secondaire dans les Alpes-de-Haute-Provence.

La résidence secondaire ou « occasionnelle » est en France, selon la définition de l'INSEE, une habitation servant notamment de logement de villégiature à ses propriétaires ou locataires, ceci uniquement pour des périodes de courtes durées durant l'année (vacances, week-ends, loisirs, etc.) Elle se distingue en cela de la résidence principale qui est le logement habituel du ménage.
L'expression « maisons de campagne » peut désigner les résidences secondaires.
Quelque 13 % des Français possèdent une résidence secondaire.

## Problème
Certaines personnes disposent de plusieurs habitations qu'elles occupent à tour de rôle dans l'année. Par exemple, une personne qui vit dans son appartement en ville onze mois de l'année et qui passe ses vacances d'été dans sa maison de campagne, dispose de deux résidences. La première est qualifiée de résidence principale et l'autre, de résidence secondaire. De même, une personne qui voyage toute l'année d'une de ses nombreuses résidences à une autre (tel qu'un ou plusieurs pied-à-terre), ne disposera de fait que d'une seule résidence principale et de nombreuses résidences secondaires.

## Histoire

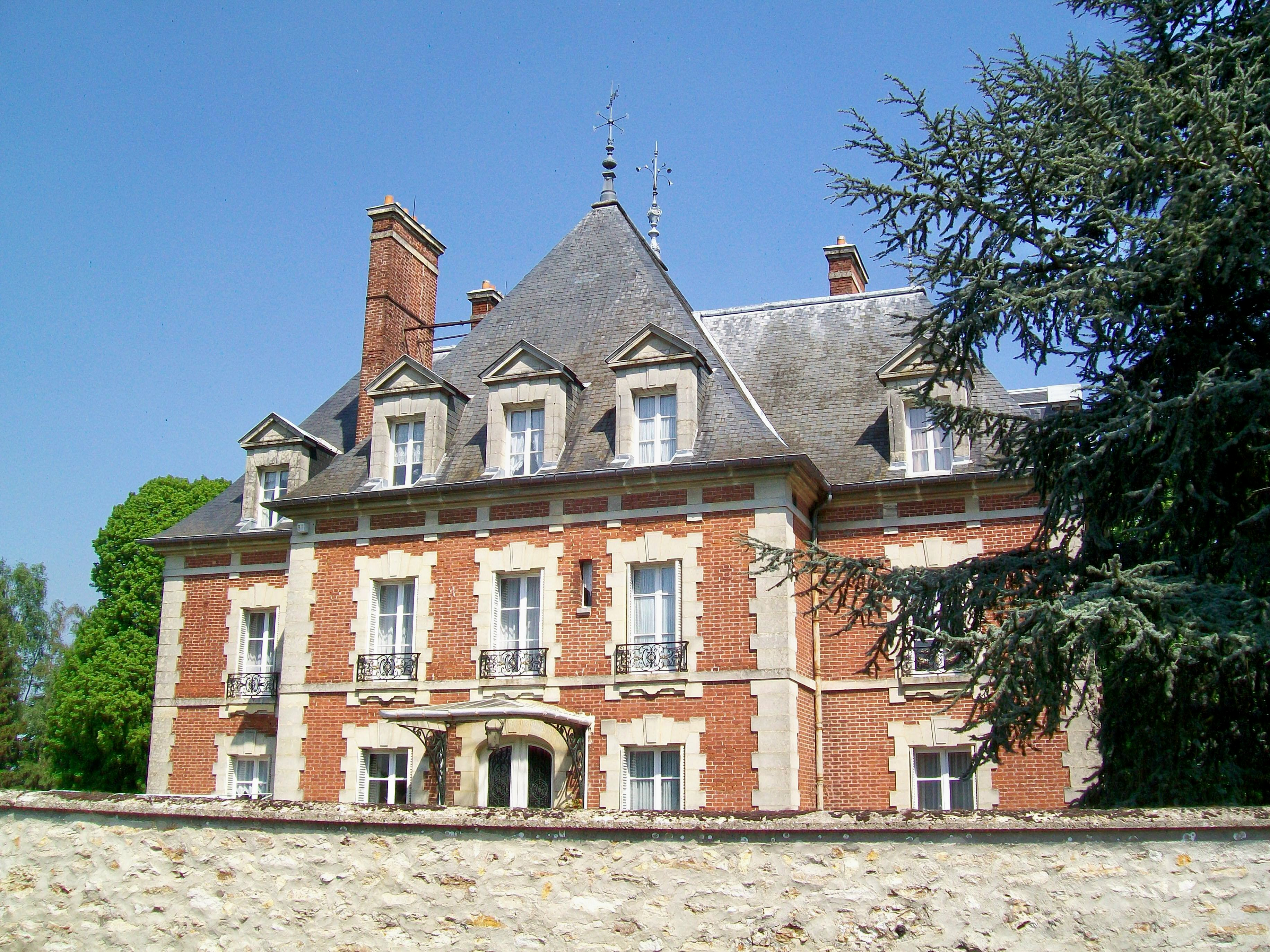
Résidence secondaire de la fin du XIXe siècle à Plailly.

Le phénomène de la villégiature naît au XVIIIe siècle dans la grande bourgeoisie dont la maison de campagne, souvent un pavillon de plaisance qui suit le tracé des chemins de fer, est une extension de patrimoine, reprenant le modèle rousseauiste de la société de cour, les aristocrates vivant dans un hôtel particulier lors de la saison des visites appelée saison sociale (en) et retournent dans leur domaine en campagne fastueux en été puis utilisent les chemins de fer pour résider dans les stations balnéaires et thermales. Après le dernier grand mouvement d'exode rural qui a suivi la Seconde Guerre mondiale, le phénomène se développe avec le néoruralisme.

## Usage

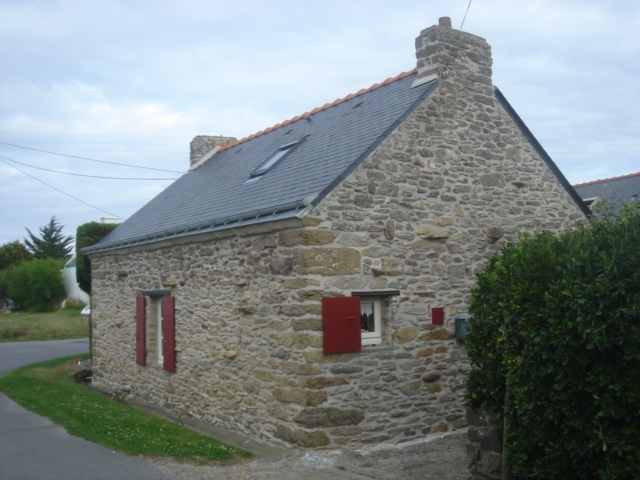
Longère rénovée à Belle-Île-en-Mer.

Selon l'INSEE, outre les habitations de villégiatures, les meublés de tourisme loués (ou à louer) pour des séjours touristiques sont également classés en résidences secondaires. La distinction entre logements occasionnels et résidences secondaires est parfois difficile à établir, c’est pourquoi, les deux catégories sont souvent regroupées.

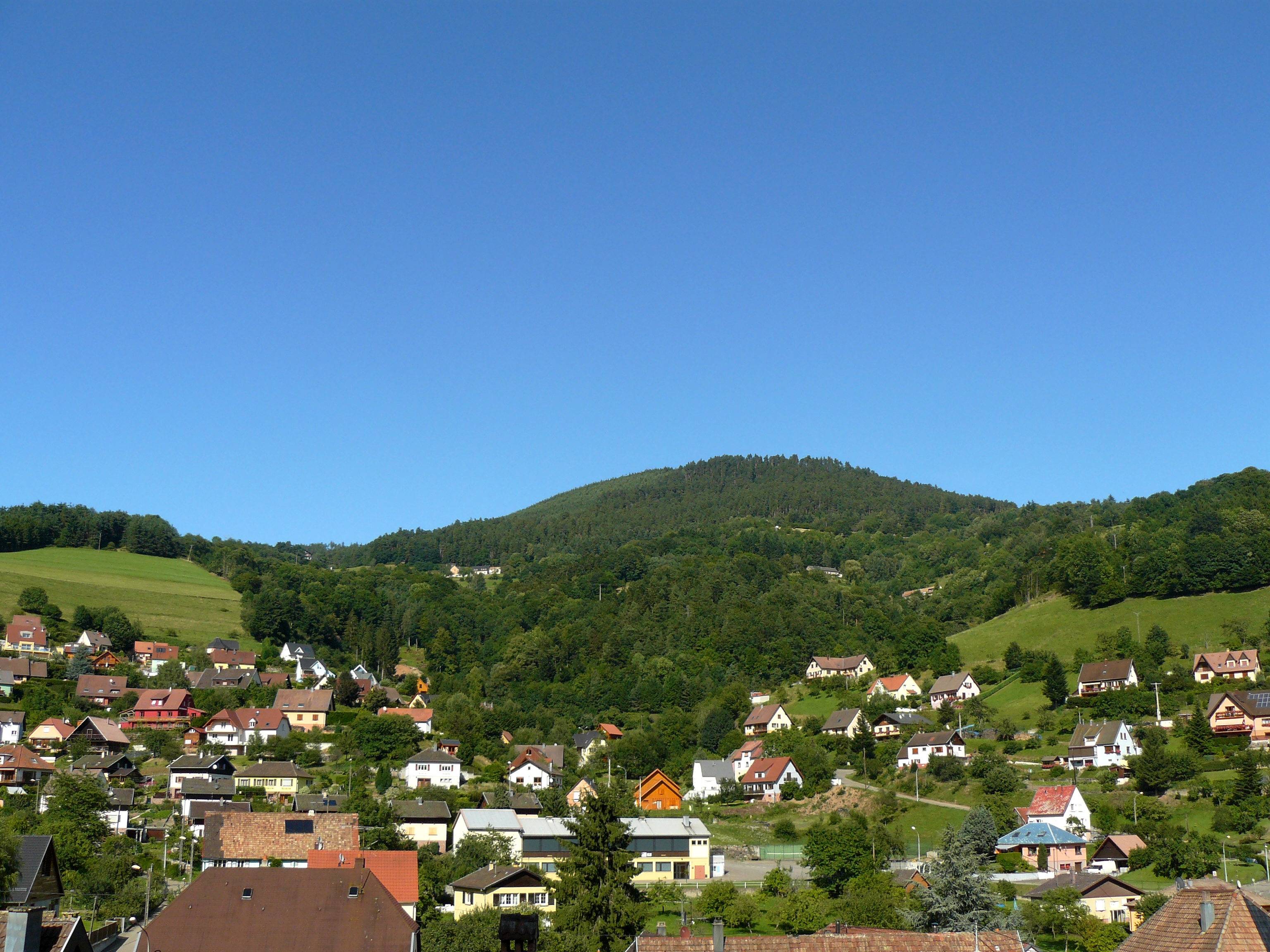
Résidences secondaires à Fréland.

Depuis les années 1950, la quantité de résidences secondaires en France n’a cessé de croître. Aujourd’hui, ses 3,2 millions d’unités représentent 10 % du parc résidentiel national – ce qui, selon la presse financière française, est un record mondial. La maison secondaire est devenue un phénomène de société en croissance et en devenir, comme l'attestent les statistiques de l'INSEE, les études sociologiques, et la multitude de presse et de sites Internet consacrées à ce sujet (Côté Ouest, Est, Sud, résidence-secondaire.fr). C’est un phénomène qui « concerne toutes les couches sociales, tous les milieux et tous les âges » selon la sociologue Françoise Dubost et qui, selon Jean Viard, colonise la campagne de désirs urbains, la transformant en « une zone d’habitat, de ludisme, de mémoire, et de production agricole ».
La multiplication des résidences secondaires et notamment la transformation de résidences à vocation principales en résidences à vocation secondaires est l'une des raisons de la flambée des prix de l'immobilier dans certaines régions et du manque de logements en France.

## Les communes françaises ayant plus de 7 000 résidences secondaires
Ce tableau indique les communes françaises qui comptaient en 2008 plus de 7 000 résidences secondaires.
Source : Site du recensement de l’INSEE, chiffres au 01/01/2008.
| Ville                      | Département          | Rés. secondaires |
| -------------------------- | -------------------- | ---------------- |
| Paris                      | Paris                | 84 609           |
| Agde                       | Hérault              | 30 349           |
| Nice                       | Alpes-Maritimes      | 27 663           |
| Cannes                     | Alpes-Maritimes      | 26 622           |
| Le Grau-du-Roi             | Gard                 | 18 238           |
| Antibes                    | Alpes-Maritimes      | 17 360           |
| La Grande-Motte            | Hérault              | 16 280           |
| Saint-Raphaël              | Var                  | 15 073           |
| Le Barcarès                | Pyrénées-Orientales  | 14 839           |
| Fréjus                     | Var                  | 14 204           |
| Leucate                    | Aude                 | 13 482           |
| La Baule-Escoublac         | Loire-Atlantique     | 12 488           |
| Saint-Jean-de-Monts        | Vendée               | 12 426           |
| Saint-Martin-de-Belleville | Savoie               | 11 631           |
| Les Sables-d'Olonne        | Vendée               | 10 989           |
| Argelès-sur-Mer            | Pyrénées-Orientales  | 10 856           |
| Menton                     | Alpes-Maritimes      | 10 741           |
| Saint-Hilaire-de-Riez      | Vendée               | 10 632           |
| Gruissan                   | Aude                 | 10 305           |
| Saint-Cyprien              | Pyrénées-Orientales  | 10 273           |
| Biarritz                   | Pyrénées-Atlantiques | 9 409            |
| Sainte-Maxime              | Var                  | 9 317            |
| Arcachon                   | Gironde              | 9 213            |
| Le Touquet-Paris-Plage     | Pas-de-Calais        | 9 184            |
| Chamonix-Mont-Blanc        | Haute-Savoie         | 8 865            |
| La Tranche-sur-Mer         | Vendée               | 8 794            |
| Hyères                     | Var                  | 8 400            |
| Cabourg                    | Calvados             | 8 133            |
| Canet-en-Roussillon        | Pyrénées-Orientales  | 8 104            |
| Le Lavandou                | Var                  | 8 087            |
| Villers-sur-Mer            | Calvados             | 8 058            |
| Royan                      | Charente-Maritime    | 7 969            |
| Bourg-Saint-Maurice        | Savoie               | 7 946            |
| Cavalaire-sur-Mer          | Var                  | 7 725            |
| Megève                     | Haute-Savoie         | 7 709            |
| Mandelieu-la-Napoule       | Alpes-Maritimes      | 7 655            |
| Carnac                     | Morbihan             | 7 475            |
| Fleury                     | Aude                 | 7 381            |
| Six-Fours-les-Plages       | Var                  | 7 370            |
| Morzine                    | Haute-Savoie         | 7 324            |
| Saint-Georges-d'Oléron     | Charente-Maritime    | 7 319            |
| Vias                       | Hérault              | 7 123            |
| Lyon                       | Rhône                | 7 103            |
| Lège-Cap-Ferret            | Gironde              | 7 013            |

## Belges possédant une résidence secondaire en France
Les Belges qui possèdent une résidence secondaire en France doivent payer un impôt en Belgique sur cette maison soit, si la maison est louée, en déclarant la valeur réelle de la location (Valeur locative), soit, si elle n'est pas louée, en déclarant la valeur locative cadastrale. Les deux valeurs doivent être diminuées des taxes foncières afin de ne pas être doublement imposées. Cette valeur peut être obtenue auprès de l'administration fiscale française.